# Pròxens
A l'antiga Grècia, els pròxens (en grec antic: πρόξενος, pròxenos) eren els representants dels interessos d'una polis en una altra, de manera anàloga als cònsols de la diplomàcia moderna. Els pròxens eren designats, a canvi de certs honors i privilegis, per la ciutat que els confiava vetllar pels seus interessos. A vegades aquests privilegis arribaven no només al proxen sinó també als seus descendents. Generalment no eren ciutadans de la polis que els nomenava, sinó d'aquella a la qual realitzaven les seves funcions. La seva missió consistia a ocupar-se dels viatgers arribats d'aquella polis pels interessos de la qual vetllava.
La institució que regulava aquestes relacions d'hospitalitat entre dues ciutats es denominava xènia. Les obligacions i els privilegis dels pròxens es recollien als anomenats decrets de proxènia.
La institució de la proxènia té el seu origen en els llaços d'hospitalitat entre particulars, que s'anomena més concretament xènia. La menció més antiga d'un proxen es troba en un epigrama funerari de Corcira que s'ha datat al voltant dels anys 625-600 aC. Aquesta i d'altres inscripcions indiquen que els pròxens solien rebre honors fúnebres públics per part de la ciutat els ciutadans de la qual acollia. Altres privilegis dels quals de vegades gaudien els pròxens podien ser l'exempció d'impostos, el dret a la importació i exportació, el dret a adquirir terres i immobles i càrrecs d'honor a espectacles públics o invitacions al Pritaneu.